# Palacio de Narros
El palacio de Narros, también llamado palacio de los Zarauz, está ubicado en la entrada oeste de la localidad guipuzcoana de Zarauz (Guipúzcoa), España. Está situado frente a la Iglesia de Santa María la Real. Pertenece al ducado de Villahermosa.

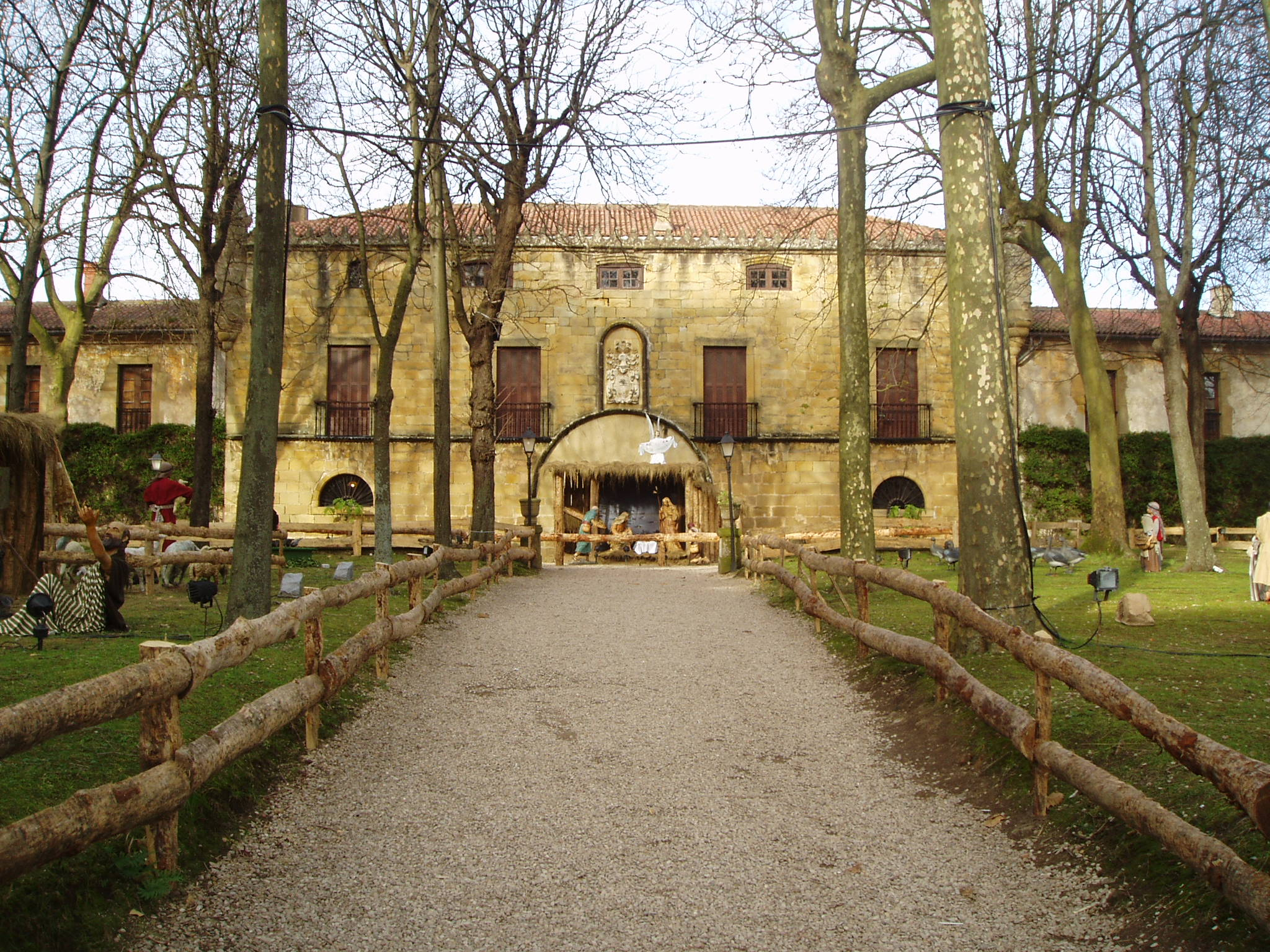
Vista de la fachada del palacio, con el Portal de belén a tamaño real que se representa todas las Navidades.

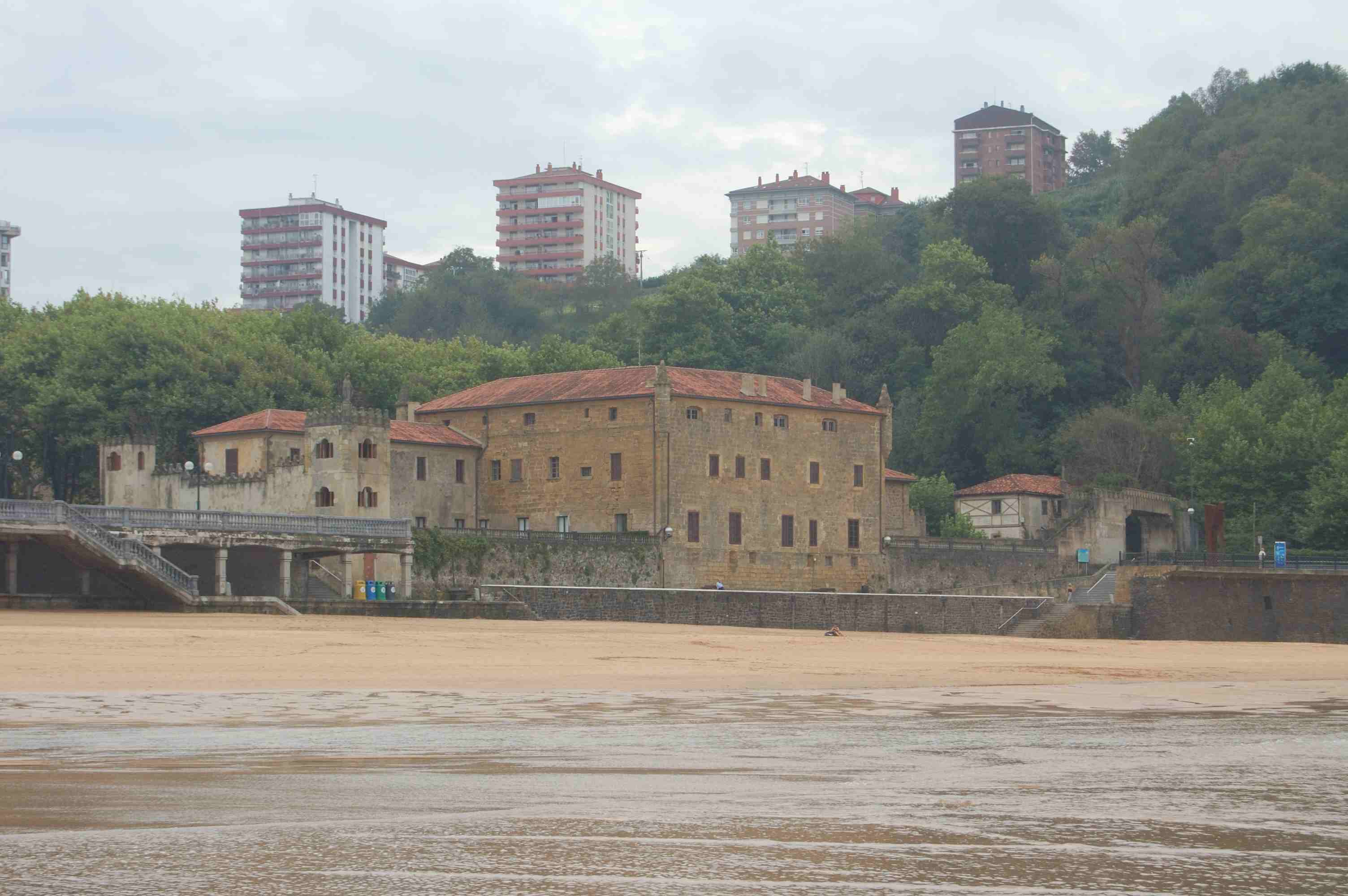
Fachada trasera de la casa de Narros desde la playa.

## Historia
El palacio data del siglo XVI, y a él fue invitada a pasar largas temporadas veraniegas la reina Isabel II de España. Esto supuso el nacimiento de Zarauz como meca turística del Cantábrico, ya que a la reina secundaron muchos aristócratas y personas de clase alta que comenzaron a pasar los meses de verano allí: el marqués de Narros, Pascual Madoz, la reina María Cristina de Habsburgo-Lorena, el rey Alfonso XIII... y posteriormente la duquesa de Alba, el duque del Infantado, Balduino de Bélgica y su esposa Fabiola, etc.
En este palacio se conservaban cuatro retratos de cuerpo entero, pintados por Velázquez y su taller: Doña Antonia de Ipeñarrieta y Galdós y su hijo don Luis, el de Don Diego del Corral y Arellano (ambos donados al Museo del Prado en 1905), uno de Felipe IV de 1624 (Nueva York, Metropolitan Museum of Art) y el Conde-Duque de Olivares conservado ahora en el Museo de Arte de São Paulo (Brasil).

## Arquitectura
El escudo que posee la fachada confirma la existencia de un linaje anterior al nacimiento de la villa y en él se puede leer la inscripción «Zarauz antes que Zarauz». Posee un jardín de estilo inglés.
En el siglo XIX, el edificio fue rehabilitado, añadiéndosele unos pabellones laterales.

## Mitos y leyendas
Existe la leyenda de que en 1572 llegó un náufrago a la playa de Zarauz, siendo recogido en el palacio por los marqueses de Narros, quienes le instalaron en el salón azul, una de las habitaciones más soleadas del edificio. El náufrago era un noble inglés, pero venía de Francia, escapando de la matanza a manos de los católicos ocurrida durante la noche de San Bartolomé, dada su condición de hugonote. Pese a los cuidados recibidos, la salud del hugonote fue empeorando hasta que una noche falleció, tras negarse a recibir la extremaunción de manos de un cura católico y despotricar largamente contra sus anfitriones, a quienes acusaba de envenenarle. Desde entonces se dice que la habitación está encantada y que todos los años, la noche del 24 de agosto (coincidiendo con el aniversario de la Masacre del Día de San Bartolomé en París) el espíritu atormentado del hugonote protesta, moviendo los ojos de los retratos que adornan las azules paredes de la estancia y rompiendo el silencio de la noche con chirridos de cadenas y alaridos.
El padre jesuita Luis Coloma, quien solía pasar unos días de descanso en el palacio durante la época estival, publicó en 1912 un cuento titulado El salón azul en el que recoge dicha leyenda.